# 叠氮化镭
叠氮化镭是镭的叠氮化物，化学式Ra(N
3)
2，呈白色晶体。它可由碳酸镭与叠氮酸反应而成。
叠氮化镭在180–250 °C下分解，产生金属镭。E. Ebler和H. Herschfinkel于1910年通过该反应得到金属镭。
Ra(N
3)
2  →  Ra + 3N
2